# Charles Howard, III conte di Carlisle
Charles Howard, terzo conte di Carlisle (1669 – Bath, 1º maggio 1738), è stato un nobile e politico inglese.

## Biografia
Appartenente ad una famiglia di antica nobiltà inglese, Charles Howard era il figlio primogenito di Edward Howard, II conte di Carlisle di cui ereditò il titolo alla morte di questi nel 1692. Sua madre era Elizabeth Uvedale.
Eletto deputato per la circoscrizione di Morpeth nel 1689, venne nominato governatore di Carlisle dal 1693 al 1728 e fu Lord Luogotenente di Cumberland e Westmorland dal 1694 al 1714.
Entrò a far parte del Consiglio Privato del sovrano nel 1701, quando regnava re Guglielmo III d'Inghilterra il quale lo nominò anche Gentleman of the Bedchamber. Tra il 1701 e il 1702 servì come First Lord of the Treasury e tra il 1701 ed il 1706 fu inoltre Conte Maresciallo in vece di suo cugino, il duca di Norfolk, il quale si trovava in minore età. Alla morte della regina Anna il 1º agosto 1714, venne nominato Lord Justice of the Realm sino all'arrivo di re Giorgio I in Inghilterra il 18 settembre 1714. Il nuovo re rinominò Charles Howard all'incarico di First Lord of the Treasury dal 23 maggio al 10 ottobre 1715 e lo nominò anche Conestabile della Torre di Londra dal 1715 sino al 1722.
Commissionò a John Vanbrugh la realizzazione di Castle Howard, monumentale residenza di campagna dello Yorkshire che ancora oggi è sede della sua famiglia nonché una delle più apprezzate testimonianze del barocco inglese.
Morì a Bath nel 1738 e venne sepolto nel mausoleo di Castle Howard.

## Matrimonio e figli
Nel 1683 sposò lady Anne de Vere Capell, figlia di Arthur Capell, I conte di Essex. La coppia ebbe i seguenti figli:
- Henry Howard, IV conte di Carlisle (1693–1758)
- Sir Charles Howard (c. 1696–1765), generale d'esercito
- Harriet Howard, morta giovane
- Elizabeth Anne Howard, sposò Nicholas Lechmere, I barone Lechmere, poi Sir Thomas Robinson, I baronetto
- Anne Howard, sposò Richard Ingram, V visconte di Irvine, poi il generale di brigata William Douglas di Kirkness (m. 1747)
- Mary Howard, morta nubile

## Ascendenza
|                                       |                 |                                           | Genitori                                     |  |  | Nonni |  |  | Bisnonni       |  |  | Trisnonni                         |  |
|                                       |                 |                                           |                                              |  |  |       |  |  | William Howard |  |  | Thomas Howard, IV duca di Norfolk |  |
|                                       |                 |                                           |                                              |  |  |       |  |  | William Howard |  |  | Thomas Howard, IV duca di Norfolk |  |
|                                       |                 | Margaret Audley                           |                                              |  |  |       |  |  | William Howard |  |  |                                   |  |
| Charles Howard, I conte di Carlisle   |                 |                                           |                                              |  |  |       |  |  | William Howard |  |  |                                   |  |
|                                       |                 | Mary Eure                                 | William Eure, IV barone Eure                 |  |  |       |  |  |                |  |  |                                   |  |
|                                       |                 | Mary Eure                                 | William Eure, IV barone Eure                 |  |  |       |  |  |                |  |  |                                   |  |
|                                       |                 | Mary Eure                                 | Lucia Noel                                   |  |  |       |  |  |                |  |  |                                   |  |
| Edward Howard, II conte di Carlisle   |                 | Mary Eure                                 |                                              |  |  |       |  |  |                |  |  |                                   |  |
|                                       |                 | Edward Howard, I barone Howard di Escrick | Thomas Howard, I conte di Suffolk            |  |  |       |  |  |                |  |  |                                   |  |
|                                       |                 | Edward Howard, I barone Howard di Escrick | Thomas Howard, I conte di Suffolk            |  |  |       |  |  |                |  |  |                                   |  |
|                                       |                 | Edward Howard, I barone Howard di Escrick | Katherine Knyvett                            |  |  |       |  |  |                |  |  |                                   |  |
| Anne Howard                           |                 | Edward Howard, I barone Howard di Escrick |                                              |  |  |       |  |  |                |  |  |                                   |  |
|                                       |                 | Mary Boteler                              | John Boteler, I barone Boteler di Brantfield |  |  |       |  |  |                |  |  |                                   |  |
|                                       |                 | Mary Boteler                              | John Boteler, I barone Boteler di Brantfield |  |  |       |  |  |                |  |  |                                   |  |
|                                       |                 | Mary Boteler                              | Elizabeth Villiers                           |  |  |       |  |  |                |  |  |                                   |  |
| Charles Howard, III conte di Carlisle |                 | Mary Boteler                              |                                              |  |  |       |  |  |                |  |  |                                   |  |
|                                       | William Uvedale | William Uvedale                           |                                              |  |  |       |  |  |                |  |  |                                   |  |
|                                       | William Uvedale | William Uvedale                           |                                              |  |  |       |  |  |                |  |  |                                   |  |
|                                       | William Uvedale | Ellyn Gresham                             |                                              |  |  |       |  |  |                |  |  |                                   |  |
| William Uvedale                       | William Uvedale |                                           |                                              |  |  |       |  |  |                |  |  |                                   |  |
|                                       |                 | Mary Norton                               | Richard Norton                               |  |  |       |  |  |                |  |  |                                   |  |
|                                       |                 | Mary Norton                               | Richard Norton                               |  |  |       |  |  |                |  |  |                                   |  |
|                                       |                 | Mary Norton                               | Katherine Kingsmill                          |  |  |       |  |  |                |  |  |                                   |  |
| Elizabeth Uvedale                     |                 | Mary Norton                               |                                              |  |  |       |  |  |                |  |  |                                   |  |
|                                       |                 | Henry Cary, I visconte Falkland           | Edward Carey                                 |  |  |       |  |  |                |  |  |                                   |  |
|                                       |                 | Henry Cary, I visconte Falkland           | Edward Carey                                 |  |  |       |  |  |                |  |  |                                   |  |
|                                       |                 | Henry Cary, I visconte Falkland           | Katherine Knyvett                            |  |  |       |  |  |                |  |  |                                   |  |
| Victoria Cary                         |                 | Henry Cary, I visconte Falkland           |                                              |  |  |       |  |  |                |  |  |                                   |  |
|                                       |                 | Elizabeth Tanfield                        | Lawrence Tanfield                            |  |  |       |  |  |                |  |  |                                   |  |
|                                       |                 | Elizabeth Tanfield                        | Lawrence Tanfield                            |  |  |       |  |  |                |  |  |                                   |  |
|                                       |                 | Elizabeth Tanfield                        | Elizabeth Symondes                           |  |  |       |  |  |                |  |  |                                   |  |
|                                       |                 | Elizabeth Tanfield                        |                                              |  |  |       |  |  |                |  |  |                                   |  |